# لوثر كامبل
لوثر كامبل (بالإنجليزية: Luther Campbell)‏ هو منتج أسطوانات وملحن وممثل أمريكي، ولد في 22 ديسمبر 1960 في الولايات المتحدة.

## وصلات خارجية
- لوثر كامبل على موقع IMDb (الإنجليزية)
- لوثر كامبل على موقع ميوزك برينز (الإنجليزية)
- لوثر كامبل على موقع إن إن دي بي (الإنجليزية)
- لوثر كامبل على موقع أول ميوزيك (الإنجليزية)
- لوثر كامبل على موقع أول ميوزيك (الإنجليزية)
- لوثر كامبل على موقع أول ميوزيك (الإنجليزية)
- لوثر كامبل على موقع ديسكوغز (الإنجليزية)
- لوثر كامبل على موقع ديسكوغز (الإنجليزية)
- لوثر كامبل على موقع ديسكوغز (الإنجليزية)
- لوثر كامبل على موقع ديسكوغز (الإنجليزية)
- لوثر كامبل على موقع ديسكوغز (الإنجليزية)